# Consorzio
Il consorzio in diritto è un istituto giuridico che disciplina un'aggregazione volontaria legalmente riconosciuta che coordina e regola le iniziative comuni per lo svolgimento di determinate attività di impresa, sia da parte di enti privati che da parte di enti pubblici.

## Diritto civile
L'istituto è disciplinato dal codice civile italiano, in particolare:
1. art 2602: I consorzi per il coordinamento della produzione e degli scambi
2. art 2612: I consorzi con attività esterna
3. art 2616: I consorzi obbligatori, tra cui quelli per l'ammasso dei prodotti agricoli
4. art 862: I consorzi di bonifica
5. art 863: I consorzi di miglioramento fondiario

Un consorzio può anche essere costituito tra società cooperative.

### Caratteristiche
Pur essendo stagliato sul tipo dell'associazione il consorzio è inidoneo a configurarsi come associazione, avvicinandosi talvolta ai consorzi di bonifica (definiti anche di miglioramento fondiario) od ad altri consorzi tra agricoltori (ad esempio consorzi irrigui), alla disciplina ed alla funzione della comunione. Basti considerare che, a differenza dell'associazione, il consorzio non pone in essere un rapporto strutturale con i consorziati. Il consorzio consegue ad un accordo contrattuale, ma non è assimilabile ad altre forme contrattuali di aggregazione, come "gli affari in partecipazione" e le "associazioni temporanee d'impresa", previste dalla legge. Ai sensi del 2615 c.c. il consorzio può anche assumere la forma della società (anziché dell'associazione).
Il consorzio è uno schema aggregativo tra imprenditori, comprendente distinti fenomeni a seconda dell'oggetto:
- Consorzi anticoncorrenziali: costituiti con lo scopo prevalente o esclusivo di disciplinare la reciproca concorrenza sul mercato fra imprenditori (per impedire che si instaurino tra loro rapporti di elevata concorrenza e monopoli).
- Consorzi di coordinamento: per conseguire un fine parzialmente o totalmente diverso, ovvero per lo svolgimento di determinate fasi delle rispettive imprese consortili (finalizzato per la riduzione dei costi di gestione e produzione).
- Consorzi di servizio: per svolgere attività di servizio nell'interesse comune delle imprese consorziate, come ad esempio acquisti collettivi oppure l'organizzazione di servizi nell'interesse dei consorziati: si pensi ad esempio ai consorzi agrari per l'approvvigionamento di concimi e sementi ovvero ai consorzi per l'esportazione di merci.

## Consorzi ordinari e consorzi stabili
Nel comparto delle opere pubbliche per consorzi stabili si intendono quelli in possesso dei requisiti previsti dall'articolo 65 co. 2 lett. d) e 66, comma 1, lettera g) del d.lgs 36/2023 (cosiddetto Codice dei contratti pubblici) che siano formati da non meno di tre consorziati che decidendo autonomamente (decisione assunta dai rispettivi organi deliberativi), abbiano stabilito di operare in modo congiunto nel settore dei contratti pubblici di lavori, servizi, forniture, per un periodo di tempo non inferiore a cinque anni. A tal fine il consorzio stabile costituisce una comune struttura di impresa.
Per consorzi ordinari si intendono i consorzi previsti dal codice civile. In questo caso si determina la responsabilità solidale nei confronti della stazione appaltante.

## Diritto pubblico
L'unione di comuni è un ente locale dotato di propria personalità giuridica di diritto pubblico, con propri organi, statuto e bilancio.
In alcune regioni autonome vengono previsti nel proprio Statuto speciale dei Consorzi di comuni.
- In Sicilia, il "libero Consorzio dei Comuni" viene denominato "Provincia Regionale"[2].
- In Trentino-Alto Adige sono previsti sia dalla provincia di Bolzano[3] che da quella di Trento, con il Consorzio dei comuni trentini[4] e le Comunità di Valle, oltre ai Bacini Imbriferi Montani (BIM).